# Villers-en-Prayères
Pour les articles homonymes, voir Villers.
Villers-en-Prayères [vilɛʁ ɑ̃ pʁɛjɛʁ] est une ancienne commune française située dans le département de l'Aisne, en région Hauts-de-France.
L'ancienne commune, à la suite d'une décision du conseil municipal et par arrêté préfectoral du 9 novembre 2015, est devenue une commune déléguée de la nouvelle commune, Les Septvallons, depuis le 1er janvier 2016.

## Géographie
Villers-en-Prayères est située au sud-est du département de l'Aisne, à vol d'oiseau à 21,5 km au sud de la préfecture de Laon, et à 25,4 km à l'est de la sous-préfecture de Soissons. Elle se trouve à 2,8 km de Longueval-Barbonval, chef-lieu de la commune de Les Septvallons. 
Avant la création de la commune nouvelle de Les Septvallons, le 1er janvier 2016, Villers-en-Prayères était limitrophe de 6 communes, Œuilly (1,5 km), Révillon (2,3 km), Bourg-et-Comin (2,5 km), Longueval-Barbonval (2,8 km), Viel-Arcy (3,8 km) et Maizy (4 km),.

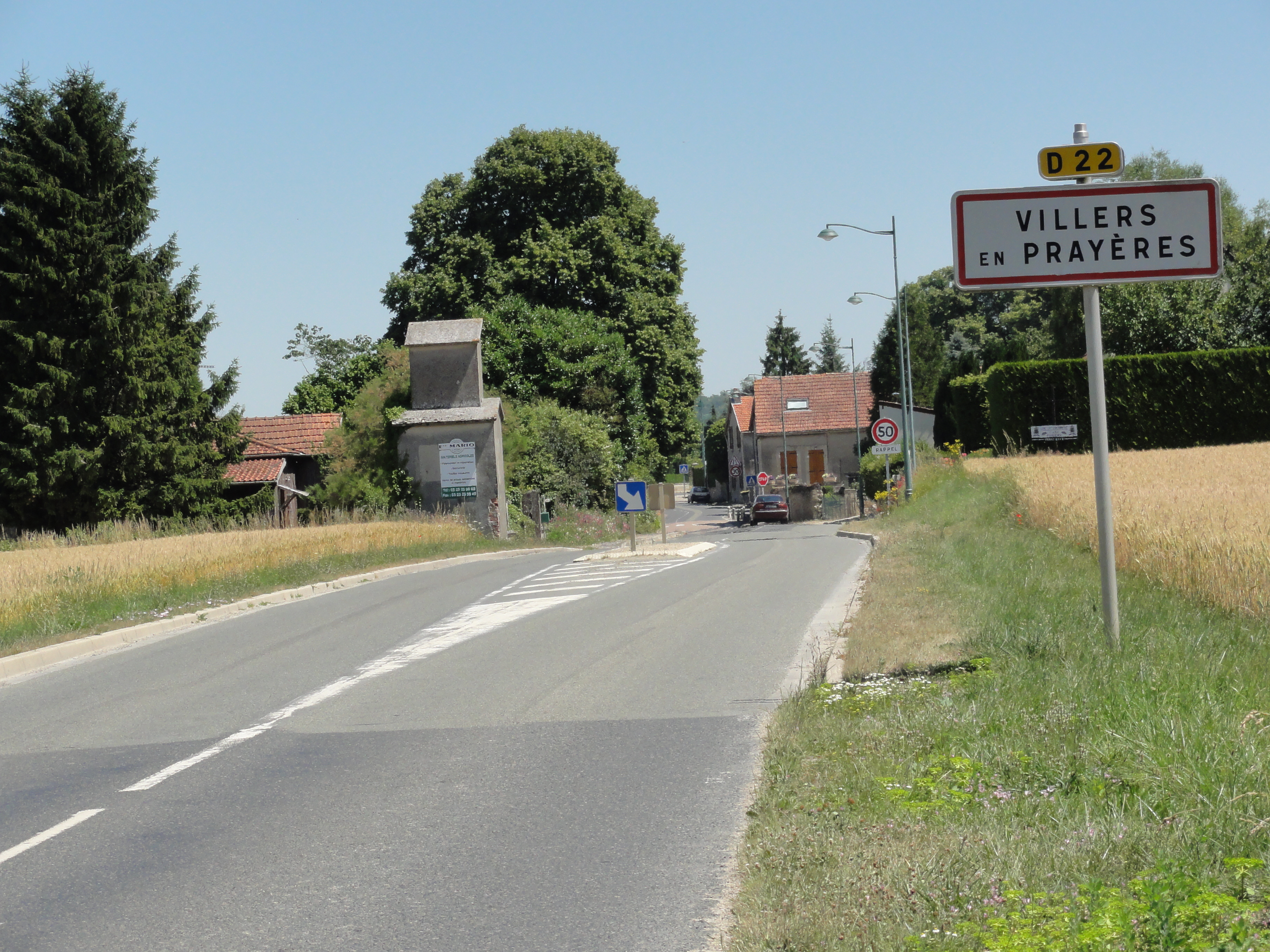
Entrée de Villers-en-Prayères.

| Bourg-et-Comin      |                                                       | Œuilly   |
| Viel-Arcy           | Villers-en-Prayères (Cne deléguée de Les Septvallons) | Maizy    |
| Longueval-Barbonval |                                                       | Révillon |

## Toponymie
Le nom de la localité est attesté sous les formes Villare-super-Auxonam (1137) ; Villare-super-Axonam (1147) ; Vilers-super-Auxonam (1164) ; In villa et territorio de Villaribus-en-Praières (1269) ; Villers (XIIIe siècle) ; Villers-en-Praelles (1361) ; Villers-en-Praryes-du-Pontarcy (1383) ; Villers-en-Praières (1405) ; Vilaire-en-Prière (1673) ; Villaire-en-Prière (1681) ; Villers-en-Prières (1693) ; Villers-en-Priers (1729) ; Villers-en-Prayère.

Villers est un appellatif toponymique français et un patronyme qui procède généralement du gallo-roman villare, dérivé lui-même du gallo-roman villa « grand domaine rural », issu du latin villa rustica. Il est apparenté aux types toponymiques Villars, Viller, Villiers, Weiler et Willer.
Prayères, Praryes, seraient des anciennes prairies.

## Politique et administration
| Période                                  | Période       | Identité           | Étiquette | Qualité                                      |
| ---------------------------------------- | ------------- | ------------------ | --------- | -------------------------------------------- |
| avant 1874                               | 1875          | Grandin            |           |                                              |
| Les données manquantes sont à compléter. |               |                    |           |                                              |
| 1953                                     | 2007          | Jacques Pelletier  | GD        | Sénateur, Ministre                           |
| 2007                                     | décembre 2015 | Blandine Grundeler | DVD       | Agricultrice Réélue pour le mandat 2014-2020 |

### Liste des maires délégués
| Période                                  | Période                       | Identité           | Étiquette | Qualité                                                                               |
| ---------------------------------------- | ----------------------------- | ------------------ | --------- | ------------------------------------------------------------------------------------- |
| janvier 2016                             | En cours (au 18 juillet 2020) | Blandine Grundeler | DVD       | Agricultrice Maire-adjointe des Septvallons (2020 → ) Réélue pour le mandat 2020-2026 |
| Les données manquantes sont à compléter. |                               |                    |           |                                                                                       |

## Démographie
L'évolution du nombre d'habitants est connue à travers les recensements de la population effectués dans la commune depuis 1793. Pour les communes de moins de 10 000 habitants, une enquête de recensement portant sur toute la population est réalisée tous les cinq ans, les populations de référence des années intermédiaires étant quant à elles estimées par interpolation ou extrapolation. Pour la commune, le premier recensement exhaustif entrant dans le cadre du nouveau dispositif a été réalisé en 2007.

En 2022, la commune comptait 126 habitants, en évolution de −3,82 % par rapport à 2016 (Aisne : −1,97 %, France hors Mayotte : +2,11 %).
| 1793 | 1800 | 1806 | 1821 | 1831 | 1836 | 1841 | 1846 | 1851 |
| ---- | ---- | ---- | ---- | ---- | ---- | ---- | ---- | ---- |
| 163  | 199  | 207  | 216  | 217  | 188  | 172  | 188  | 185  |

| 1856 | 1861 | 1866 | 1872 | 1876 | 1881 | 1886 | 1891 | 1896 |
| ---- | ---- | ---- | ---- | ---- | ---- | ---- | ---- | ---- |
| 193  | 200  | 189  | 191  | 191  | 209  | 194  | 181  | 199  |

| 1901 | 1906 | 1911 | 1921 | 1926 | 1931 | 1936 | 1946 | 1954 |
| ---- | ---- | ---- | ---- | ---- | ---- | ---- | ---- | ---- |
| 203  | 166  | 171  | 161  | 129  | 169  | 165  | 149  | 121  |

| 1962 | 1968 | 1975 | 1982 | 1990 | 1999 | 2006 | 2007 | 2012 |
| ---- | ---- | ---- | ---- | ---- | ---- | ---- | ---- | ---- |
| 124  | 154  | 144  | 139  | 118  | 108  | 116  | 117  | 131  |

| 2017 | 2022 | - | - | - | - | - | - | - |
| ---- | ---- | - | - | - | - | - | - | - |
| 132  | 126  | - | - | - | - | - | - | - |

## Lieux et monuments
- Église Saint-Médard de Villers-en-Prayères.
- Carré militaire français et tombes militaires sous la garde de la Commonwealth War Graves Commission.
- Monument aux morts, qui commémore sept soldats morts pour la France pendant la guerre 1914-1918.

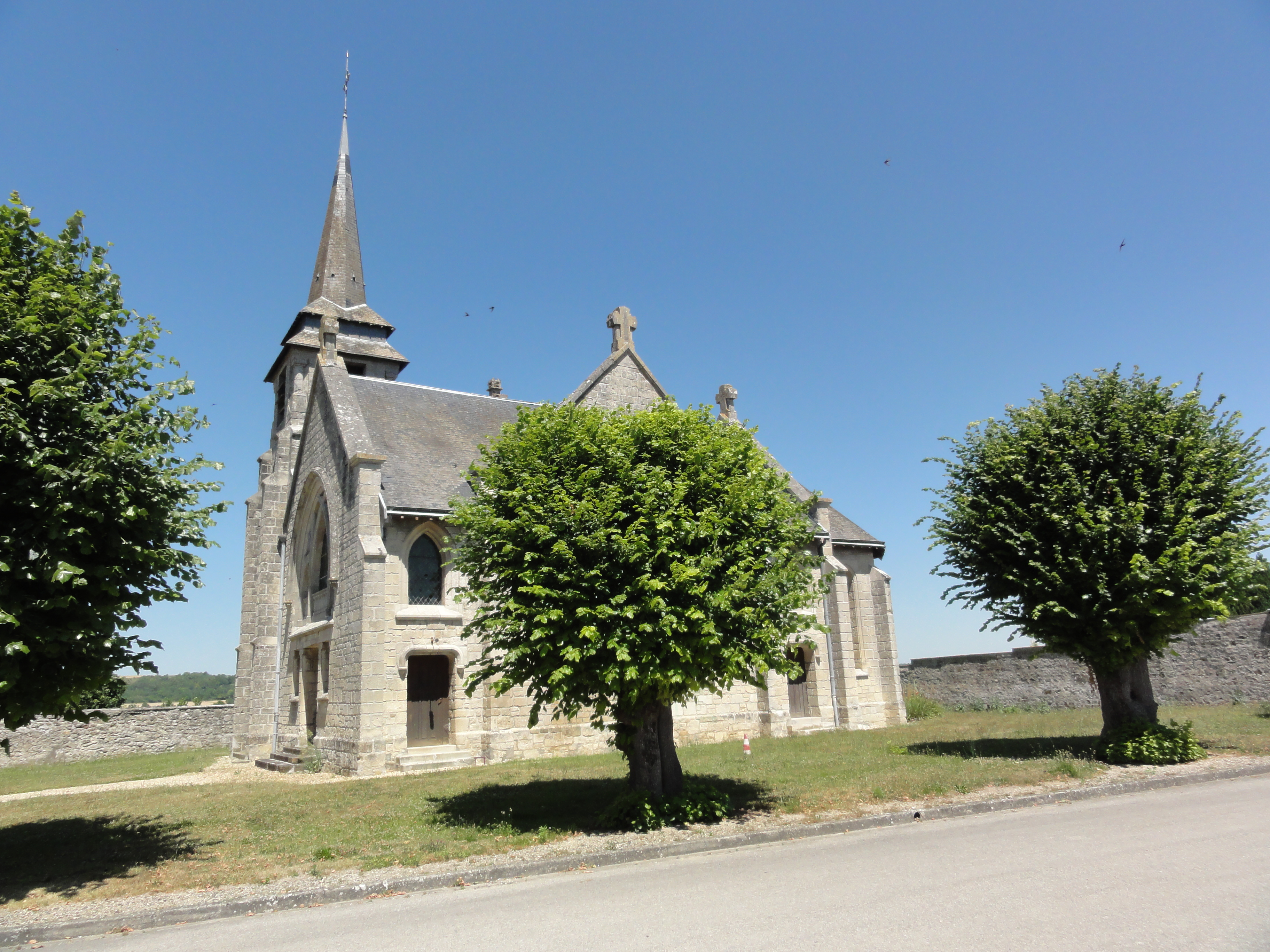
Église Saint-Médard.
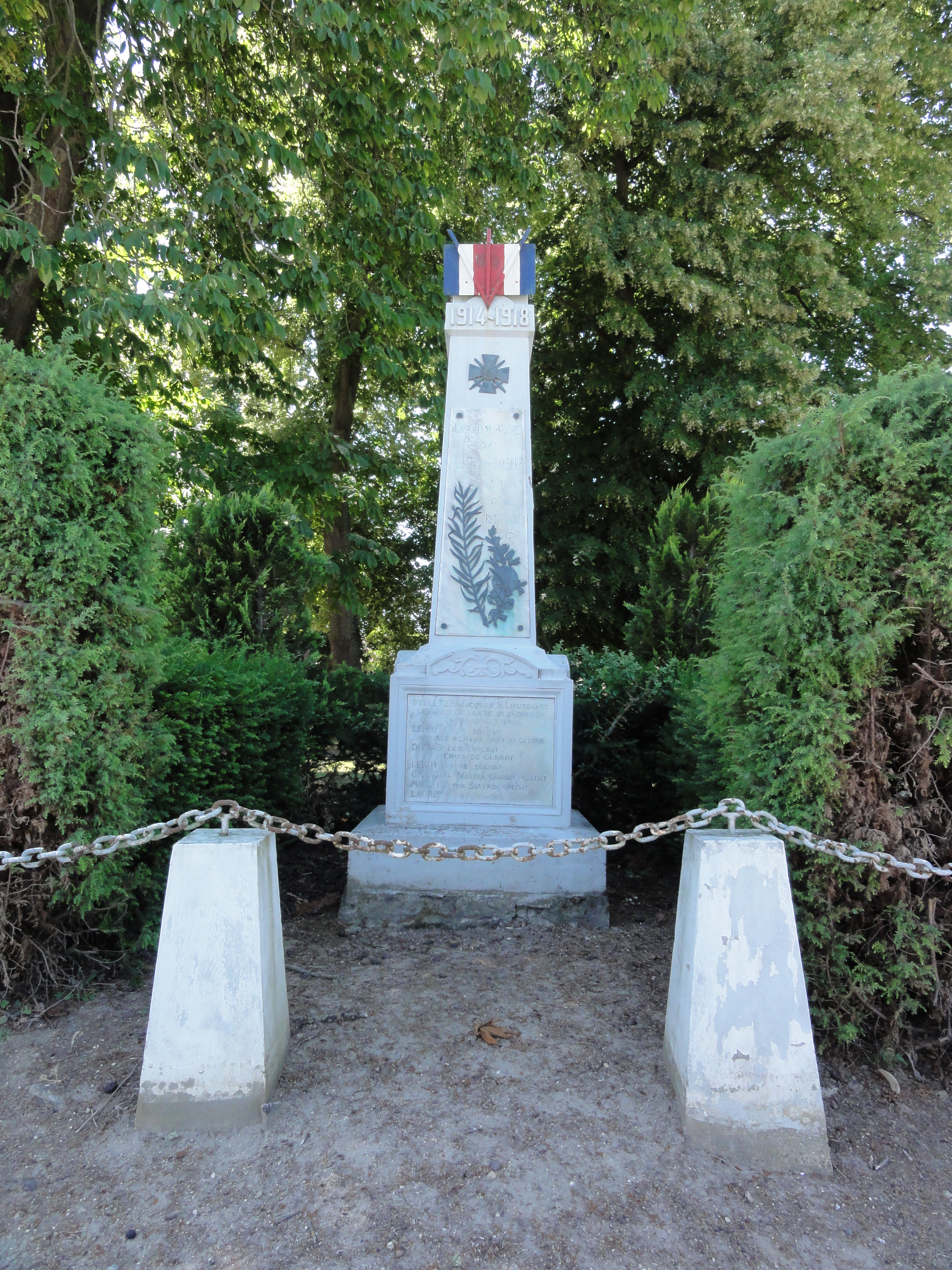
Monument aux morts.

## Personnalités liées à la commune
- Anne de Noue, jésuite et missionnaire du Canada.
- Jacques Pelletier, ministre et maire de la ville.
- Émile Darl'mat, carrossier.